# Alois Hercík
Alois Hercík (* 28. ledna 1935) je bývalý český fotbalista, útočník, reprezentant Československa.

## Fotbalová kariéra
Za československou reprezentaci odehrál 30. 8. 1958 přátelské utkání s SSSR, které skončilo prohrou 1:2. V československé lize hrál za Dynamo Praha. Dal 29 ligových gólů.

## Ligová bilance
| Ročník                                   | Zápasy | Góly | Klub         |
| ---------------------------------------- | ------ | ---- | ------------ |
| 1. československá fotbalová liga 1957/58 | -      | 2    | Dynamo Praha |
| 1. československá fotbalová liga 1958/59 | -      | 9    | Dynamo Praha |
| 1. československá fotbalová liga 1959/60 | -      | 10   | Dynamo Praha |
| 1. československá fotbalová liga 1960/61 | -      | 6    | Dynamo Praha |
| 1. československá fotbalová liga 1962/63 | -      | 2    | Dynamo Praha |
| CELKEM 1. liga                           | -      | 29   |              |